# Campionato sudamericano femminile di pallavolo 1981
Il XIV campionato sudamericano femminile di pallavolo si è svolto nel 1981 a Santo André, in Brasile. Al torneo hanno partecipato 6 squadre nazionali sudamericane e la vittoria finale è andata per la settima volta al Brasile.

## Squadre partecipanti
| - Argentina - Brasile - Cile | - Paraguay - Perù - Uruguay |

## Classifica finale
| Classifica | Squadre   |
| ---------- | --------- |
|            | Brasile   |
|            | Perù      |
|            | Argentina |
| 4          | Paraguay  |
| 5          | Cile      |
| 6          | Uruguay   |